# やすらぎの道
やすらぎの道（やすらぎのみち）は、奈良市の市道六条奈良阪線と市道登美ヶ丘中町線の一部区間に関する愛称である。主に市道六条奈良阪線の八軒町東交差点・法蓮仲町交差点間を指す。

## 概要

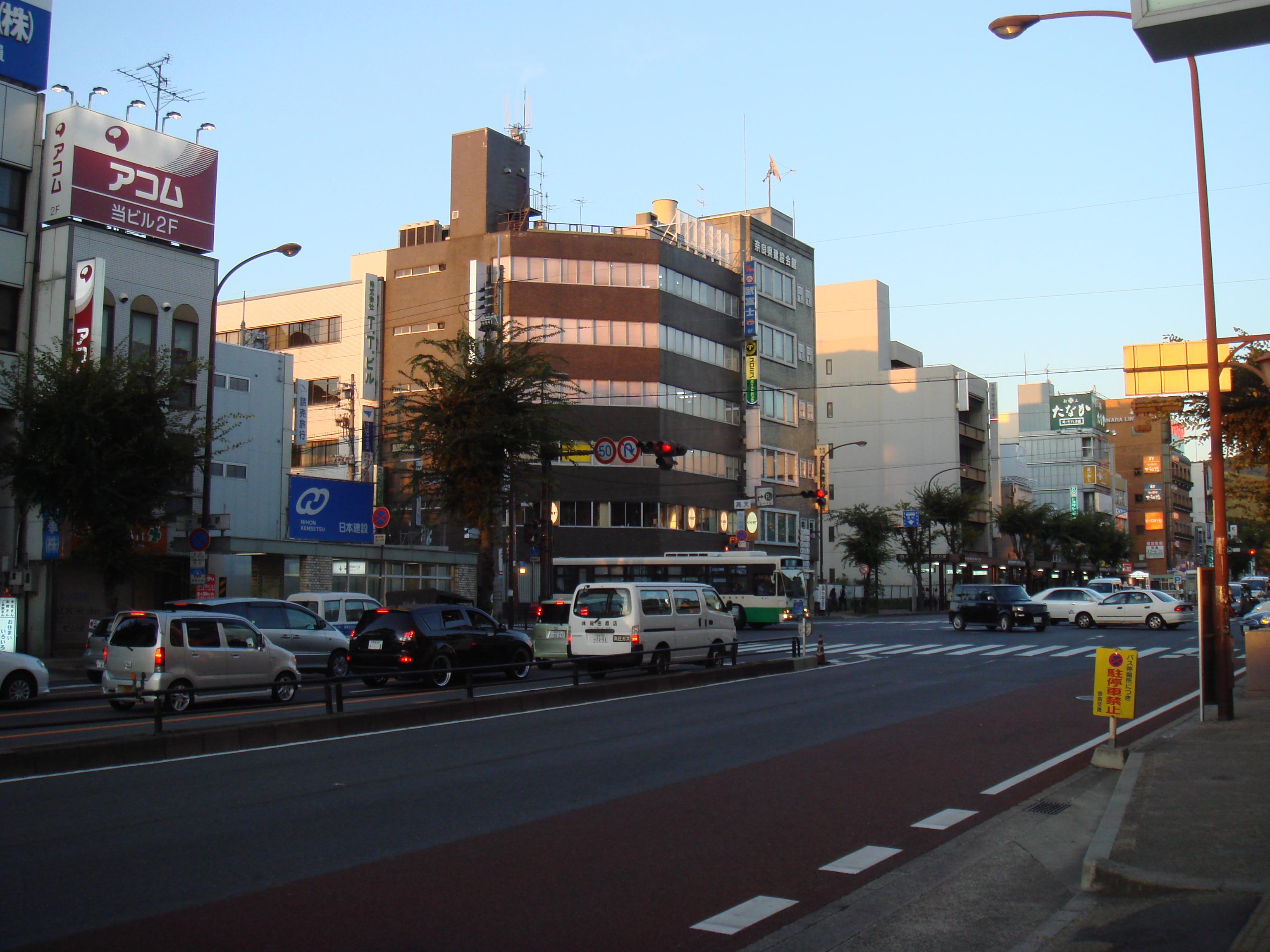
大宮通りとやすらぎの道の高天交差点

奈良市は条坊制以来の狭隘な通りから自動車社会に対応する道路網への転換を計画し、市街地の幹線道路敷設の一環として高度成長期にやすらぎの道を整備した。やすらぎの道を含む市道六条奈良阪線は、従来の通りを用地買収によって拡張整備を行い、奈良阪町・三条通り間の工事がまず完了し、1969年（昭和44年）11月に残る三条通り・八軒町東交差点間が開通した。やすらぎの道は奈良市長の鍵田忠三郎によって1972年末（昭和47年）から進められ、交通安全に配慮する道路改修を施して翌1973年（昭和48年）に完成した。由来は鍵田曰く、「スピードを出したくても出せないような安全な道路、すなわち、やすらぎの道の設置を提案したい」とのことであった。市内西部の学園前地区を貫く市道登美ヶ丘中町線の、登美ヶ丘4丁目・学園南3丁目間も同時に「やすらぎの道」の愛称が付けられた。三条通りとの上三条町交差点は奈良県初のスクランブル交差点となった。三条通りや大宮通りなどとの交差点では停止線手前の路面にこぶし大の鉄球が数十個ずつ半面埋め込まれ、カラー舗装やキャッツアイを設置、沿道に花壇を設置して植栽を施すなど、スピードを出しにくい道路設計が徹底されていた。停止線前に設置された鉄球群に対しては苦情が相次ぎ、1987年（昭和62年）に撤去された。1988年（昭和63年）2月から路側に路上パーキングが設置されていたが、2014年（平成26年）3月に撤去されて現存しない。八軒町東交差点から馬場町の区間は自転車専用通行帯が設けられている。2022年（令和4年）6月12日にはやすらぎの道を南へ延伸させた区間（409メートル）が開通し、JR万葉まほろば線をくぐるアンダーパス部分を経て奈良県道122号京終停車場薬師寺線に接続、今後はさらに西へ766メートル延伸して県道木津横田線に接続させる計画で、2027年3月末の完成をめざすとしている。

## 周辺

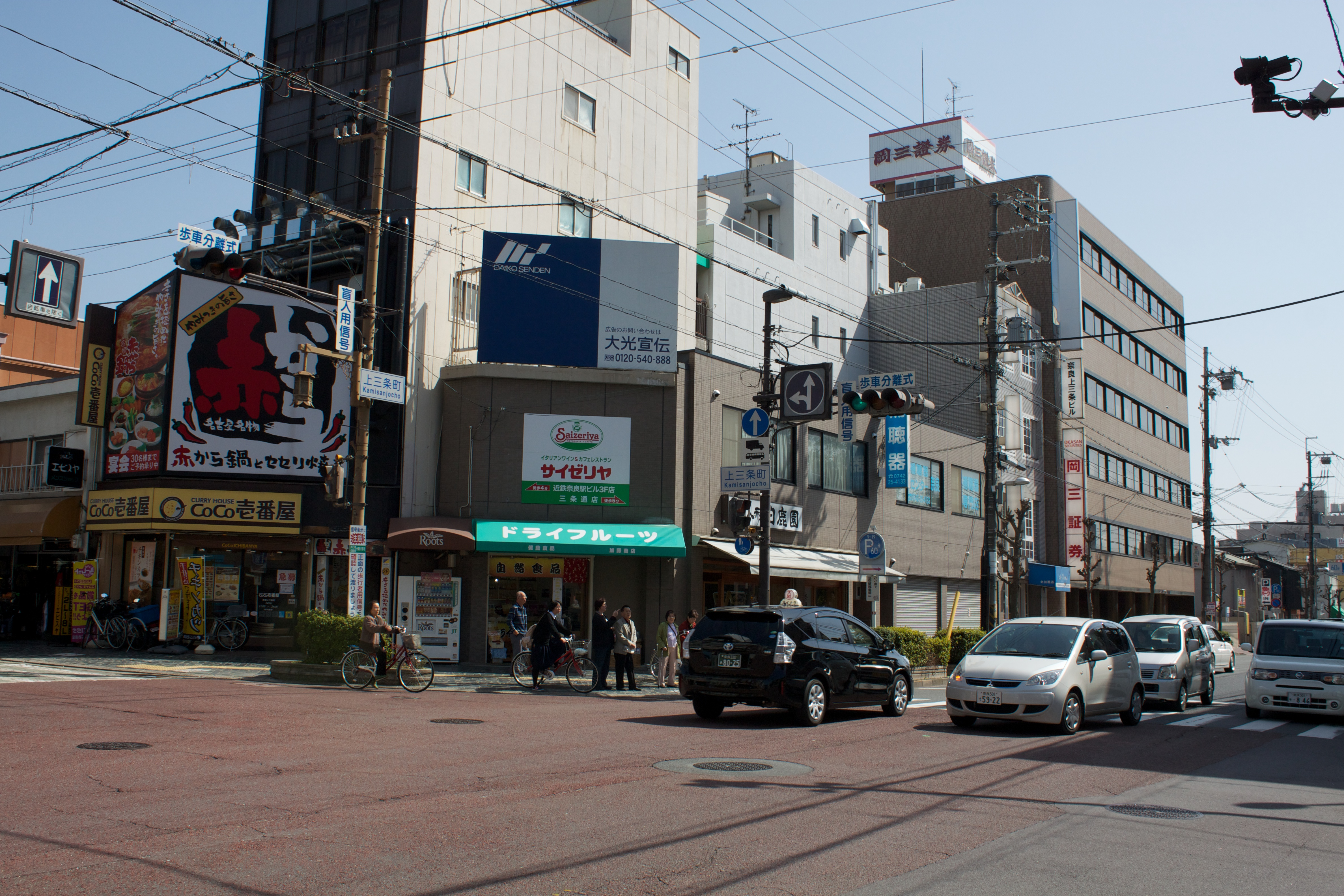
三条通りとやすらぎの道の上三条町交差点

都市計画道路市道六条奈良阪線のうち、やすらぎの道は八軒町東交差点から法蓮仲町交差点までの奈良市中心部を南北に貫く対向2車線総延長2kmの街路であり、沿道に商業地、住宅、教育施設、寺社が混在する。近鉄奈良駅直上に位置し国道369号との交点である高天交差点付近は交通渋滞がしばしば発生する。近鉄奈良駅周辺の沿道は証券会社の店舗が並び、1990年（平成2年）から2013年（平成25年）までの間は小西町に奈良ビブレがあった。1981年（昭和56年）まで上三条町に奈良郵便局があり、
同局移転後の1984年（昭和59年）に奈良市中央公民館が完成した。やすらぎの道から北の六条奈良阪線沿いに鴻ノ池運動公園があり、2006年（平成18年）までは奈良ドリームランドもあった。
- ならまち
- 伝香寺
- 率川神社
- 漢國神社[16]
- 近鉄奈良駅
- 奈良合同公証役場
- 奈良きたまち
- 慈眼寺
- 奈良女子大学
- 佐保川

### 主な接続路線
| 交差する道路                                   | 交差する場所 | 交差する場所 | 交差する場所 | 備考           |
| ---------------------------------------------- | ------------ | ------------ | ------------ | -------------- |
| 奈良市道大森高畑線                             | 奈良県       | 奈良市       | 八軒町東     | 循環道路       |
| 奈良市道杉ヶ町高畑線                           | 奈良県       | 奈良市       | 馬場町       | ならまち大通り |
| 奈良市道三条線                                 | 奈良県       | 奈良市       | 上三条町     | 三条通り       |
| 国道369号                                      | 奈良県       | 奈良市       | 高天         | 大宮通り       |
| 奈良県道44号奈良加茂線 奈良県道104号谷田奈良線 | 奈良県       | 奈良市       | 法蓮仲町     | 一条通り       |

※ 交差する場所の括弧書きは地名、それ以外は交差点名で表示